# Hillegass
Hillegass – były amerykański konstruktor wyścigowy, który podjął próbę zakwalifikowania się do wyścigu Indianapolis 500 1956.

## Historia
Hiram Hillegass zaczął budować samochody wyścigowe w 1919 roku, w okresie, gdy pracował dla Mack w mieście Allentown. W latach 30. Hillegass zaczął budować samochody typu midget w miejscowości Syracuse. Samochody te były stosunkowo łatwe do budowy, ale musiały być wystarczająco szybkie i wytrzymałe, tym bardziej, że konkurentami dla Hillegassa byli między innymi Frank Kurtis i Pop Dreyer. Samochody Hillegassa okazały się udane i klienci poprosili Hillegassa, by budował większe samochody – "big cary", czyli sprint cary z większymi silnikami i przeznaczonymi na większe tory, w tym na wyścig Indianapolis 500. W latach 30. Hillegass wybudował dwa takie samochody, jeden dla Franka Wierera w 1937 roku, a drugi dla Doka Keima w roku 1939.
Po II wojnie światowej Hillegass wrócił do Allentown, gdzie prowadził swój sklep. W tym okresie kierowcy i konstruktorzy szukali alternatyw i próbowali konstruować samochody z ram, które były bazą przedwojennych "big carów". Konstruktorzy zaczęli używać ram podłużnicowych oraz wytrzymałych rur stalowych o dużej średnicy. Kratownice przestrzenne były sztywne, wytrzymałe i łatwe do budowy i naprawy. Hiram Hillegass uznał praktyczność ram wykonanych z lekkich i mocnych rur i stworzył własny projekt. Hillegass był gotowy sprzedawać nadwozia klientom za 925 dolarów, a klienci musieli zapewnić sobie silnik i układ napędowy. W latach 1949–1950 Hillegass zbudował sześć konstrukcji.
W 1956 roku jedyny raz samochód konstrukcji Hillegassa (model Sprint Car z silnikiem Offenhauser R4) został zgłoszony do wyścigu Indianapolis 500, ale kierowca – Shorty Templeman – nie zdołał się zakwalifikować.
Hiram Hillegass zmarł w 1960 roku w wieku 65 lat. Został uznany za jednego z czołowych amerykańskich producentów samochodów wyścigowych i został wpisany w 1997 roku do National Sprint Car Hall of Fame.

## Wyniki w Formule 1
| Legenda oznaczeń w tabelach wyników Wyświetl szablon na nowej stronie | Legenda oznaczeń w tabelach wyników Wyświetl szablon na nowej stronie                                                                     |
| Oznaczenie                                                            | Wyjaśnienie |
| --------------------------------------------------------------------- | --- |
| Złoty                                                                 | Zwycięzca lub mistrzostwo |
| Srebrny                                                               | 2. miejsce lub wicemistrzostwo |
| Brązowy                                                               | 3. miejsce lub II wicemistrzostwo |
| Zielony                                                               | Ukończył, punktował (w klasyfikacji generalnej, gdy zdobył co najmniej jeden punkt na przestrzeni sezonu, poza trzema powyższymi opcjami) |
| Niebieski                                                             | Ukończył, nie punktował (w klasyfikacji generalnej, gdy nie zdobył co najmniej jednego punktu na przestrzeni sezonu)                      |
| Czerwony                                                              | Nie zakwalifikował się (NZ) |
| Czerwony                                                              | Nie prekwalifikował się (NPK) |
| Różowy                                                                | Nie ukończył (NU) |
| Różowy                                                                | Niesklasyfikowany (NS) (w klasyfikacji generalnej, gdy nie został sklasyfikowany w żadnym wyścigu sezonu)                                 |
| Czarny                                                                | Zdyskwalifikowany (DK) |
| Czarny                                                                | Wykluczony (WYK/EX) |
| Biały                                                                 | Nie wystartował (NW) |
| Biały                                                                 | Kontuzjowany (K/INJ) |
| Biały                                                                 | Wyścig odwołany (OD/C) |
| Bez koloru                                                            | Został wycofany (WYC/WD) |
| Bez koloru                                                            | Nie przybył (NP/DNA) |
| Bez koloru                                                            | Nie brał udziału w treningach (NT/DNP) |
| Bez koloru                                                            | Nie został zgłoszony (–) |
| Pogrubienie                                                           | Start z pole position |
| Kursywa                                                               | Najszybsze okrążenie wyścigu |
| †                                                                     | Nie ukończył, ale jego rezultat został zaliczony ze względu na przejechanie więcej niż 90% dystansu wyścigu.                              |
| *                                                                     | Sezon w trakcie |
| 1/2/3                                                                 | Punktowana pozycja w sprincie kwalifikacyjnym                                                                                             |
| Lista systemów punktacji Formuły 1                                    | |

| Sezon | Zespół       | Silnik      | Kierowcy         | Wyniki w poszczególnych eliminacjach | Wyniki w poszczególnych eliminacjach | Wyniki w poszczególnych eliminacjach | Wyniki w poszczególnych eliminacjach | Wyniki w poszczególnych eliminacjach | Wyniki w poszczególnych eliminacjach | Wyniki w poszczególnych eliminacjach | Wyniki w poszczególnych eliminacjach | Wyniki kierowców | Wyniki kierowców |
| 1956  |              |             |                  | ARG                                  | MCO                                  | 500                                  | BEL                                  | FRA                                  | GBR                                  | DEU                                  | ITA                                  | Punkty           | Pozycja          |
| ----- | ------------ | ----------- | ---------------- | ------------------------------------ | ------------------------------------ | ------------------------------------ | ------------------------------------ | ------------------------------------ | ------------------------------------ | ------------------------------------ | ------------------------------------ | ---------------- | ---------------- |
| 1956  | Lee Glessner | Offenhauser | Shorty Templeman | -                                    | -                                    | NZ                                   | -                                    | -                                    | -                                    | -                                    | -                                    | 0                | NS               |